# Underclass Hero
Underclass Hero is het vierde studioalbum van de Canadese rockband Sum 41. Het album kwam op 18 juli 2007 uit. Het is het eerste album zonder leadgitarist Dave Baksh welke de band verliet op 11 mei 2006.
De albumtitel lijkt op het nummer "Working Class Hero" van John Lennon. Dit is geen toeval want zanger Deryck Whibley heeft aangegeven in een interview dat Lennon zijn favoriete liedjesschrijver is.
Hoewel het album succesvol was in Canada (#1 in de Canadese album hitlijst) en de Verenigde Staten (#7 op de Billboard 200) kreeg het album vooral negatieve kritiek.

## Nummers
Alle muziek en teksten zijn geschreven door Deryck Whibley, tenzij anders aangegeven. 
| 1.                 | Underclass Hero                           | 3:14 |
| 2.                 | Walking Disaster                          | 4:46 |
| 3.                 | Speak of the Devil                        | 3:58 |
| 4.                 | Dear Father                               | 3:52 |
| 5.                 | Count Your Last Blessings                 | 3:03 |
| 6.                 | Ma Poubelle (Whibley en Jocz)             | 0:55 |
| 7.                 | March of the Dogs                         | 3:09 |
| 8.                 | The Jester                                | 2:48 |
| 9.                 | With Me                                   | 4:51 |
| 10.                | Pull the Curtain                          | 4:18 |
| 11.                | King of Contradiction                     | 1:40 |
| 12.                | Best of Me                                | 4:25 |
| 13.                | Confusion and Frustration in Modern Times | 3:46 |
| 14.                | So Long Goodbye                           | 3:05 |
| 15.                | Look at Me (Hidden track; start op 2:00)  | 4:03 |
| Totale duur: 51:49 |                                           |      |

| Nr. | Titel                                         | Duur |
| --- | --------------------------------------------- | ---- |
| 1.  | Take a Look at Yourself                       | 3:24 |
| 2.  | No Apologies                                  | 2:58 |
| 3.  | This Is Goodbye                               | 2:28 |
| 4.  | Walking Disaster (Live in de studio)          | 4:22 |
| 5.  | Count Your Last Blessings (Live in de studio) | 2:41 |

## Bezetting
- Deryck Whibley - leadzang, gitaar, keyboard, piano
- Jason McCaslin - basgitaar
- Steve Jocz - drums, percussie

## Hitlijsten

### Ultratop 50
| "Underclass Hero" in de Vlaamse Ultratop 50 Alternatieve albums - binnen: 11-08-2007 | "Underclass Hero" in de Vlaamse Ultratop 50 Alternatieve albums - binnen: 11-08-2007 |
| Week                                                                                 | 1                                                                                    |
| ------------------------------------------------------------------------------------ | ------------------------------------------------------------------------------------ |
| Nummer                                                                               | 85                                                                                   |